# پریوودینو
پریوودینو (انگلیسی: Privodino) یک شهرک در بخش کوتلاسکی استان آرخانگلسک کشور روسیه است.